# Tugomir Franc
Tugomir Franc (Zagreb, 8. veljače 1935. – Beč, 5. siječnja 1983.)  bio je hrvatski operni pjevač  (bas).

## Životopis

### Počeci
Franc je glazbenu naobrazbu stekao u Zagrebu, gdje je i debitirao 1958. u Hrvatskome narodnom kazalištu kao Samuel u Verdijevu Krabuljnom plesu. Godine 1959. osvojio je prvu nagradu na Međunarodnome pjevačkom natjecanju u Bruxellesu.

### Karijera u Austriji
Od 1960. Tugomir Franc je angažiran u Bečkoj državnoj operi gdje je do kraja života ostvario 52 uloge nastupivši u više od 700 predstava i dobio naslov komornog pjevača. Nastupao je i na Salzburškim i Bayreuthskim svečanim igrama.
„Snažan, tamno obojen glas velika volumena i impresivna scenska pojava uz naglašenu muzikalnost, široku kulturu i sposobnost da pjevanoj riječi dade pravi smisao oblikovali su ga u cjelovitu pjevačku osobnost jednako izražajnu u operi i na koncertu.“ – piše o njemu Marija Barbieri.
Isticao se kao Sarastro u Mozartovoj Čarobnoj fruli, u Wagnerovim operama, te kao tumač Verdijevih likova: kralj Filip u Don Carlosu, Kralj i Ramfis u Aidi, te Gvardijan u Moći sudbine.

## Snimci[2]
- 1961 – Parsifal (Wagner) – Titurel, dir.  Herbert von Karajan (Hunt)
- 1963 – Tannhäuser (Wagner) – Reinmar, dir.  Herbert von Karajan (Deutsche Grammophon)
- 1965 – Don Carlo (Verdi) – Redovnik, dir. Georg Solti (Decca)
- 1965 – Salome (R. Strauss) – Prvi vojnik, dir.  Zdeněk Košler (Myto)
- 1967 – Elektra (R. Strauss) – Orestov skrbnik, dir. Georg Solti (Decca)
- 1967 – La Clemenza di Tito (Mozart) – Publio, dir. István Kertész:  (Decca)
- 1972 – Salome (R. Strauss) - Prvi vojnik, dir.  Karl Böhm (RCA)
- 1973 – Aida (Verdi) – Kralj, dir. Riccardo Muti (Bellavoce)
- 1976 – Les Troyens (Berlioz) – Hektorov duh, dir. Gerd Albrecht (Gala)
- 1977 – I Capuleti e I Montecchi (Bellini) – Lorenzo, dir. Giuseppe Patané (Gala)